# Il giuramento
Il giuramento és una òpera en tres actes de Saverio Mercadante, amb llibret de Gaetano Rossi. S'estrenà al Teatro alla Scala de Milà el 10 de març de 1837. A Catalunya es va estrenar al Teatre del Liceu de Montsió de Barcelona el 7 de novembre de 1839.